# August Wilhelm von Hofmann
August Wilhelm von Hofmann, nemški kemik, * 8. april 1818, Gießen, Nemška zveza, † 5. maj 1892, Berlin, Nemško cesarstvo. 
Von Hofmann je izumil Hofmannov voltameter.